# Comuna Serednii Maidan, Nadvirna
Serednii Maidan (în ucraineană Середній Майдан) este o comună în raionul Nadvirna, regiunea Ivano-Frankivsk, Ucraina, formată din satele Hlînkî, Serednii Maidan (reședința) și Vîșnivți.

## Demografie
Componența lingvistică a comunei Serednii Maidan
     Ucraineană (99,54%)
     Alte limbi (0,46%)
Conform recensământului din 2001, majoritatea populației comunei Serednii Maidan era vorbitoare de ucraineană (99,54%), existând în minoritate și vorbitori de alte limbi.